# Zarítxia (Crimea)
|  | Per a altres significats, vegeu «Zarétxie». |

Zarítxia (en ucraïnès: Заріччя, en rus: Заречье, Zarétxie) és un poble de la República Autònoma de Crimea a Ucraïna, que el 2014 tenia 779 habitants. Pertany al districte de Nijniohirski.